# Hércules, Sansón y Ulises
Hércules, Sansón y Ulises (título original "Ercole sfida Sansone") es una película italiana de 1964 del género péplum dirigida por Pietro Francisci y  protagonizada por Kirk Morris, Richard Lloyd y Enzo Cerusico en los papeles de los personajes legendarios respectivos del título.

## Sinopsis
Hércules y Ulises, naufragan a causa de un monstruo marino. Allí Hércules mata a un león con sus manos y es confundido con Sansón. Más tarde los tres héroes se alían para luchar contra los filisteos.

### Argumento
Hércules y Ulises son enviados por el rey Laertes desde Ítaca para combatir en altamar con un monstruo gigantesco que había causado la muerte de varios pescadores. Luego de encontrar al monstruo Hércules lo hiere mortamnete con una serie de arpones, pero aún moribundo el animal se arroja contra la embarcación griega y provoca un naufragio, del cual los tripulantes logran sobrevivir usando parte de la cubierta como si fuese una balsa.
Las corrientes hacen que la improvisada balsa llegue hasta la costa de Judea donde más tarde son recibidos por los habitantes de una tribu damita amigablemente. Sin saberlo allí se esconde de los filisteos Sansón. Los griegos averiguan cómo conseguir una embarcación para regresar a Grecia y los damitas los envían con un par de mercaderes filisteos que se disponen a ayudarlos. Pero mientras se dirigían a la zona de Gaza se les atraviesa un feróz león que Hércules abate sin armas asfixiándolo, lo cual hace que los dos mercaderes queden atónitos pensando que están en presencia de Sansón el enemigo filisteo y un grupo de aliados, por lo cual se disponen entonces a tenderles una trampa.
Mientras tanto, la aldea damita es arrasada por un grupo de soldados filisteos que van en busca de Sansón. Este encuentra más tarde al grupo de asalto en los campos y los combate arrojándoles desde lo alto de una colina decenas de lanzas quedando solo uno de ellos con vida el cual logra llegar al palacio del Sarán filisteo un rato antes de que este recibiera a los griegos.
Hércules, Ulises y el resto son encerrados en el palacio donde el Sarán en compañía de Dalila y algunos arqueros los interroga y luego acusa a Hércules de ser Sansón y querer asesinarlo. Hércules no logra convencer al Sarán de su origen griego y de que jamás oyó hablar de ese damita previamente. Ante la negativa de dejarlos en libertad, Piden entonces que el soldado filisteo sobreviviente identifique si es él Sansón o no, pero apenas llega en presencia de los prisioneros, este cae muerto por las heridas infligidas durante el combate. Hércules trata de derribar las pesadas puertas del palacio pero los arqueros arrojan sus flechas sobre sus compañeros hiriéndolos por lo cual Hércules debe rendirse momentáneamente.
Dalila le pide al Sarán que le dé una oportunidad a Hécules de probar lo que dice trayéndole al verdadero Sansón, ya que solo un hombre con su fuerza sería capaz de enfrentarse a su enemigo damita. El Sarán entonces acepta el trato y lo libera con la condición que regrese en unos días con Sansón captivo y como recompensa les proveerá un barco para regresar a Grecia, pero que si él vuelve con las manos vacías o decide huir, asesinará a sus amigos.
Hércules parte en busca de Sansón acompañado más adelante por Dalila que lo atavia con las ropas de un soldado filisteo haciéndose pasar ella por su prisionera. Llegan hasta las ruinas de una ciudadela donde un hacha que llega volando arrojada por Sansón corta la cuerda con que Hércules tenía atada a Dalila. Luego Sansón arroja un par de lanzas contra Hércules pero este las esquiva parando a una de ella con un pesado trozo de piedra de las ruinas. Hércules increpa a Sansón de no atreverse a enfrentarlo cuerpo a cuerpo y tras quitarse las vestimentas filisteas Sansón reconoce a quien estuviera un día antes en su aldea pensando que se trataba de un espía filisteo.
Ambos héroes entran en combate cuerpo a cuerpo haciendo gala de conocimientos de lucha y acrobacias, arrojándose gigantescas mamposterías de las ruinas unos a otros e incluso utilizando luego barras metálicas de una reja que pronto se doblan debido a la fuerza sobrehumana de ambos luchadores. Tras entrar en un intercambio de golpes donde ninguno de los dos logran sacarse ventaja comienzan a dialogar y ambos admiten no haberse enfrentado antes a alguien así, decidiendo unir sus fuerzas para combatir a los filisteos y rescatar a los griegos.
Ambos capturan a Dalila que planeaba huir y luego Sansón acompañado de Hércules llega hasta la aldea damita saqueada por los filisteos donde Sansón le explica a Hércules los motivos de su enemistad con ese pueblo. Sansón se hace pasar entonces por prisionero de Hércules y llegan hasta la costa donde iba a producirse la liberación de los griegos a cambio de Sansón, pero el Sarán jamás pensaba en cumplir el trato y por el contrario tenía dispuesto asesinarlos a todos. En el barco provisto por el Sarán, Ulises descubre que bajo la cubierta se esconde un grupo de filisteos con la intención de sorprenderlos y matarlos. Luego de poner en alerta al resto de sus compañeros y percatarse que un ejército filisteo también se aglomera en tierra, Ulises salta al agua y llega hasta la orilla sin ser visto y encuentra a Hércules y Sansón a los cuales avisa del peligro. El ejército ataca y luego de que Hércules y Sansón les arrojen desde lo alto de una elevación algunas piedras, Ulises les señala un templo a lo alto que Hércules y Sansón empujan hasta deribarlo colina abajo acabando con un gran númeo de soldados filisteos. Los tres héroes huyen hacia la costa donde los griegos a bordo del barco habían logrado vencer a los filisteos ocultos bajo cubierta, pero el ejército de tierra sobreviviente arroja una serie de flechas encendidas sobre la nave y esta comienza a arder por lo cual los griegos deben saltar al agua y salvarse. En ese momento el rey laertes llega junto a Yole, esposa de Hércules en una nave griega y los arqueros disparan una gran cantidad de flechas desde el barco contra una tropa de soldados filisteos. Ante la imposibilidad de vencer a los griegos, el resto de los filisteos sobrevivientes huyen a caballo. Ulises entonces es herido a traición por el Sarán cuando se disponían a irse ya que una de sus piernas se había atorado en unas rocas de la orilla. Mientras Hércules parte la roca para poder sacarlo de allí, Sansón toma una lanza y mata al Sarán para luego los tres subir a bordo del Argos.  Ya en cubierta Hércules se despide de Sansón no sin antes adverti que a futuro se cuide de Dalila. Sansón salta al agua y una vez en la orilla saluda agitando su brazo a sus amigos griegos mientras la nave se aleja.

## Reparto
| Personaje             | Actor original    | Actor de doblaje     |
| --------------------- | ----------------- | -------------------- |
| Hércules              | Kirk Morris       | Agustín López Zavala |
| Sansón                | Iloosh Khoshabe   | Carlos Rotzinger     |
| Ulises                | Enzo Cerusico     | Arturo Mercado       |
| Laertes, rey de Ítaca | Andrea Fantasia   | Marcos Ortiz         |
| Esposa de Hércules    | Diletta D'Andrea  | Rosanelda Aguirre    |
| Iro, hijo de Hércules | Loris Loddi       | Diana Santos         |
| Erifos                | Fortunato Arena   | Blas García          |
| Saran de Gaza         | Aldo Giuffrè      | Enrique Pontón       |
| Dalila                | Liana Orfei       | María Santander      |
| Penélope              | Stefania Sabatini | Zoila Quiñones       |
| Esculapio             | Walter Grant      | Humberto Valdepeña   |
| Presentación          | N/A               | Francisco Colmenero  |

## Peculiaridades
Una serie de elementos bizarros además de los característicos del género peplum, se dieron en la cinta como por ejemplo el sonido a bólido que acompañaba cada vez que alguien arrojaba flechas o lanzas. El atuendo de los filisteos incluía cascos de estilo nazi usados prviamentes en otras producciones y en repetidas ocasiones lo héroes levantan y arrojan enormes piedras o mamposterías de telgopor con caras de estreñidos. El monstruo acuático al cual se enfrentan los griegos al comienzo es un ejemplar de lobo marino filmado chapoteando en una secuencia aparte.
El actor de origen iraní íIloosh Khoshabe  quien interpreta a Sansón en la película, aparece bajo su pseudónimo norteamericano de Richard Lloyd.

## Locaciones
El film fue rodado en Italia. Hay escenas claramente identificables que incluyen el Palazzo della Civiltà Italiana decorado con alguna mampostería en el frente, el cual se utilizó para rodar la escena de lo que pretende ser el palacio del Sarán de Gaza. Las locaciones paradisíacas de una lago con cascada donde Dalila se baña, corresponden a la cascada del Monte Gelato en Roma.

## Elementos del peplum
La película posee los elementos distintivos del género cinematográfico peplum, que incluye a los protagonistas principales mostrando su marcada musculatura de los torsos, un baile erótico por parte de una reina o mujer de jerarquía que tenga lugar en alguna corte o también en el palacio del villano principal, en este caso Daila, interpretada por Liana Orfei efectúa un baile de tales magnitudes en la sala principal del palacio del Sarán, y por otra parte un combate donde los prisioneros se rebelan contra el ejército enemigo o captor, lo cual en la película ocurre al igual que en la gran mayoría de las de este género, hacia el desenlace de la misma.